# Sierra Madre van Chiapas
De Sierra Madre van Chiapas (Spaans: Sierra Madre de Chiapas, in Guatemala gewoon Sierra Madre) is een gebergte in de Mexicaanse deelstaat Chiapas en Guatemala.
De Sierra Madre van Chiapas wordt door de relatief laaggelegen Landengte van Tehuantepec gescheiden van de Zuidelijke Sierra Madre. In Guatemala loopt het gebergte over in de bergketens van Centraal-Amerika. Vooral in Guatemala bestaat het gebergte voor een groot deel uit vulkanen. Het hoogste punt van het gebergte is met 4.220 meter de Tajumulco, een vulkaan in Guatemala, vlak bij de Mexicaanse grens.
De Sierra Madre van Chiapas wordt door een groot deel begroeid met oerwoud. Het is van oudsher bewoond door de Maya's.

## Vulkanen
Vulkanen in het gebergte zijn onder andere:
- Cuilapa-Barbarena
- San Pedro
- Tacaná
- Tajumulco
- Volcán de Fuego